# كين ماكدونالد
كين ماكدونالد (بالإنجليزية: Ken MacDonald)‏ (3 يناير 1934 في أستراليا - 1 يوليو 1999 في أستراليا) هو لاعب كريكت أسترالي. لعب مع فريق تسمانيا للكريكت.

## وصلات خارجية
- كين ماكدونالد على موقع إي آس بي آن كريك إنفو (الإنجليزية)